# State of Independence
«State of Independence» (с англ. — «Государство независимости») — песня, написанная Джоном Андерсоном и Вангелисом для их совместного студийного альбома 1981 года The Friends of Mr Cairo. Песня была выпущена как сингл с альбома в том же 1982 году, но не попала в чарты. Она была переиздана в 1984 году, и эта версия достигла пика на 67-м месте в чарте синглов Великобритании.
Джон Андерсон записал новую версию этой песни для своего сольного альбома Change We Must (1994), а концертную акустическую версию можно найти на его альбоме Live from La La Land (2007).

## Версия Донны Саммер
Гораздо большей популярности песня добилась в исполнении американской певицы Донны Саммер, которая записала её для своего десятого студийного альбома Donna Summer 1982 года. Продюсером записи выступил Куинси Джонс. Версия Саммер примечательна своим звёздным хором, в который входили Лайонел Ричи, Дайон Уорвик, Дайна Росс, Майкл Джексон, Бренда Рассел, Кристофер Кросс, Дайан Кэннон, Джеймс Ингрэм, Кенни Логгинс, Майкл Макдональд и Стиви Уандер.

### Коммерческий приём
Песня была выпущена как сингл в том же году. В США песня не смогла попасть в топ-40, заняв только 41-ю позицию в Billboard Hot 100. Лучших результатов песня добилась в Европе, включая лидерство в нидерландском чарте Nederlandse Top 40, это был уже второй чарттоппер для Саммер в стране после «Love to Love You Baby».
Сингл был переиздан в Европе в 1990 году после выхода сборника The Best of Donna Summer.
После успеха в танцевальном чарте ремикса 1995 года на песню Донны Саммер «I Feel Love» PolyGram выпустила ремикс-версию «State of Independence». Сингл, выпущенный как на 12-дюймовом виниле, так и на компакт-диске на суб-лейбле PolyGram Manifesto, включал миксы Фила Рамокона, Sold Out, DJ Dero, Ralph Falcon & Oscar G и Jules & Skins. Он достиг пика на 13-м месте в британском чарте синглов в 1996 году, поднявшись на одно место выше, чем оригинальный релиз.

### Позиции в хит-парадах
| Хит-парад (1982)                      | Высшая позиция |
| ------------------------------------- | -------------- |
| Австралия (Kent Music Report)         | 10             |
| Бельгия/Фландрия (Ultratop 50)        | 4              |
| Великобритания (OCC UK Singles)       | 14             |
| Ирландия (IRMA)                       | 10             |
| Испания (Los 40 Principales)          | 26             |
| Нидерланды (Dutch Top 40)             | 1              |
| Нидерланды (Single Top 100)           | 3              |
| США (Billboard Hot 100)               | 41             |
| США (Billboard Hot R&B/Hip-Hop Songs) | 31             |
| США (Cash Box Top 100)                | 46             |
| Хит-парад (1990—1991)                 | Высшая позиция |
| Великобритания (OCC UK Singles)       | 45             |
| Нидерланды (Single Top 100)           | 69             |
| Хит-парад (1996)                      | Высшая позиция |
| Великобритания (OCC UK Singles)       | 13             |